# Берёзовый конус
Берёзовый конус (лат. Conus betulinus) — вид хищных брюхоногих моллюсков из семейства конусов (Conidae). Питаются многощетинковыми червями. Видовое название происходит от лат. betula — берёза.

## Ареал
Обычный вид для мелководий Тихого и Индийского океанов, в частности, распространён в Красном море.

## Раковина
Conus betulinus обладает толстостенной, крепкой раковиной, высотой до 150 мм, со слабо приподнятым остроконечным завитком. Последний оборот сильно вздут в верхней части, его плечо немного волнистое. Устье раковины сравнительно широкое. Спиральная скульптура представлена только в нижней части последнего оборота в виде плоских и широких ребер, не выступающих над поверхностью раковины и разделённых узкими промежутками. Остальная поверхность раковины гладкая. Линии нарастания грубые. Окраска поверхности раковины — белая или жёлтая. По общему фону разбросаны светло- или тёмно-коричневые пятна прямоугольной формы, располагающиеся по спирали. Наиболее крупные пятна располагаются на плече последнего оборота.